# Танаджиб – Рас-аль-Хейр
Танаджиб – Рас-аль-Хейр – газопровід, що входитиме до інфраструктури саудійського газопереробного заводу Танаджиб, запуск якого запланований на 2025 рік.
Газопровід TNRKTG-1 (Tanajib Ras Khair Trunkline Gas-1) довжиною 70 км та діаметром 1200 мм призначений для подачі товарного газу до індустріальної зони Рас-аль-Хейр, де працює потужна ТЕС Рас-аль-Хейр, що обслуговує алюмінієвий комбінат, та заводи з виробництва аміаку компанії Ma’aden.
Також можливо відзначити, що великі обсяги газу, який пройшов переробку на ГПЗ Танаджиб, повертатимуться для зворотного закачування у пласт по системі Танаджиб – Марджан або спрямовуватимуться на ТЕЦ Танаджиб.